# 2013年12月逝世人物列表
2013年逝世人物列表：1月 - 2月 - 3月 - 4月 - 5月 - 6月 - 7月 - 8月 - 9月 - 10月 - 11月 - 12月
2013年12月逝世人物列表，是用于汇总2013年12月期间逝世人物的列表。

## 依日期排序

### 日期未知
- 帕特·艾格理（Pater Egli），84歲，瑞士籍神父，在台灣期間曾記錄達悟族文化並編撰排灣族語辭典。[1]

### 2日
- 關弘鈞，52歲，台灣蘋果電腦經銷商晶實科技副董事長，前電視台新聞主播蔣雅淇夫婿，死於胰臟癌。[2][3]
- 黃昭正，61歲，台灣法務部矯正署副署長，跌倒後顱內出血後過世。[4]
- 田野，92歲，原廣西羅城礦務局黨委書記，享受廳局級政治、生活待遇的離休干部。病逝。 [5]
- 張立志 ,93歲，原南京糧食經濟學院離休干部（享受廳局級待遇）。病逝。 [6]

### 3日
- 沈譜 ,96歲，原輕工業部科研院學術委員會副主任，第六、第七屆全國政協委員，著名新聞工作者范長江的夫人。病逝。 [7]
- 杜峰瑞,89歲，原桂林星火機械廠黨委書記（副廳級），享受自治區政府副主席級醫療待遇的離休干部。病逝。 [8]
- 張天祥 ,71歲，黑龙江省哈爾濱市政府原副秘書長（享受副市級待遇）、退休干部。病逝。 [9]
- 吳允中 ,97歲，離休老紅軍，政協江西省第五屆委員會副主席（省長級醫療待遇）。病逝。 [10]
- 金繼石 ,82歲，中共安徽省委政法委員會原副書記。病逝。 [11]

### 4日
- 趙勁，53歲，中國電影導演，表演藝術家趙丹的最年幼兒子，死於癌症。[12]

### 5日
- 納爾遜·曼德拉（Nelson Rolihlahla Mandela），95歲，南非總統（1994─1999年），長期肺部感染病逝[13]。
- 唐克，96歲，中華人民共和國石油工業部前部長（1982─1985年），[14]。
- 羅玉成，78歲，原中國工商銀行江蘇省分行黨組書記、行長。病逝。 [15]
- 童永林，80歲，吉林省長春市工業和信息化局正局級退休干部。病逝。 [16]

### 6日
- 石增賀 ,87歲，原上海市石化地區城建辦調研員，金山區綠化市容局參照副局三項待遇離休干部。病逝。 [17]
- 陳運通，90歲，台灣客家大老、國樂家。[18]

### 7日
- 艾杜瓦·莫里納侯(Edouard Molinaro)，85歲，法國導演，執導電影《一籠傻鳥》被提名1979年奧斯卡最佳導演獎，肺衰竭病逝於醫院[19]。
- 须磨启（日語：すまけい），78歲，日本男演員，曾演出著名系列電影。 死於肝癌。[20]
- 蘇青，62歲,內蒙古自治區環境保護廳原廳長、黨組書記，自治區第十一屆人大常委會委員。病逝。 [21]
- 田文華，78歲，原陕西省804廠黨委副書記、紀委書記。病逝。 [22]
- 王憲榮，89歲，原浙江省桐廬縣商業局副局長、副書記，享受地專級待遇離休干部。病逝。 [23]

### 8日
- 红线女，88歲，著名粵劇演員，死於心肌梗塞。[24][25]
- 阿稱 ,69歲，政協四川省委員會第八、九屆副主席。病逝。 [26]

### 9日
- 夏龍，72歲，親民黨主席宋楚瑜的重要幕僚，曾任中華民國陸軍少將、台灣省政府經建及研考會主任委員。腎臟癌病逝醫院[27]
- 沈謳，89歲，原中共上海市委紀委常委，享副市長級醫療待遇的離休干部。病逝。 [28]
- 高執禮，87歲，原上海市儀表電訊工業局計劃處處長、享受司局級待遇離休干部。病逝。 [29]
- 儲少彬，82歲，新華社上海分社副局級離休干部、原新華社山西分社黨組副書記、副社長。病逝。 [30]
- 黃平華，53歲，中冶華天工程技術有限公司董事長、黨委書記。病逝。 [31]
- 高學華，93歲，離休干部，老紅軍，原甘肅省地質局干訓班副書記。病逝。[32]
- 何曼德（Monto Ho），87歲，中華民國中央研究院第一十二屆（生命科學組）院士，“中国辛德勒”之子、匹兹堡大学教授[33]

### 10日
- 愛蓮諾·帕克（Eleanor Parker），91歲，美國女演員、《仙樂飄飄處處聞》女配角，死於肺炎引起的併發症。[34]
- 吉姆.霍爾（Jim Hall），83歲，美國爵士樂結他手，病逝。[35]

### 11日
- 那德爾·亞馮梭(Nadir Afonso Rodrigues)，93歲，葡萄牙著名的幾何抽象派藝術家。[36]
- 岳宗泰，94歲，河北省第七屆人民代表大會常務委員會常務副主任、黨組副書記。病逝。[37]
- 徐劍雲，90歲，原安徽省新華書店顧問，廳級離休干部。病逝。 [38]
- 王樂平，85歲，原中共安徽省委黨史工作委員會副主任。病逝。 [39]
- 林修卿，87歲，安徽省蕪湖市原自來水公司離休干部。病逝。 [40]
- 陳有仁，78歲，退休干部、光明日報社駐福建省記者站原站長。病逝。[41]

### 12日
- 張成澤（韓語：장성택），67歲，曾任朝鮮黨政軍多項要職，現任領導人金正恩的姑丈，遭處決。[42]
- 日本死刑犯處決：加賀山領治，63歲、藤島光雄，55歲。[43]
- 金智勳（韓語：김지훈），40歲，南韓歌唱家，已解散組合DUKE成員，上吊自殺身亡。[44]
- 查爾斯·韋斯特(Charles M. Vest)，72岁，美国科学政策领域著名人士、麻省理工学院（MIT）前院长、美国国家工程院（NAE）前院长。死於胰腺癌。（页面存档备份，存于）
- 刘耀宗，97岁，南京军区政治部原副主任（副兵团职待遇），江西省兴国县人，因病在南京逝世。[45]
- 喻昭永，83歲，原湖南省經濟體制改革委員會黨組書記、主任。病逝。 [46]
- 黃繼勝，68歲，第九、十、十一屆廣州市政協委員、常委，原廣州市政協港澳台僑外事委員會主任。病逝。 [47]

### 13日
- 金國泰（韓語：김국태） ，89歲，朝鮮勞動黨中央檢閱委員會委員長，中將軍銜，病逝。[48]。

### 14日
- 約翰·康福思爵士（Sir John Cornforth），96歲，澳洲化學家，1975年諾貝爾化學獎得主。[49]
- 彼得·奧圖（Peter O'Toole），81歲，演員，主演代表作《阿拉伯的勞倫斯》。[50]

### 15日
- （Joan Fontaine），96歲，美國女演員，1942年獲奧斯卡獎最佳女主角。壽終家中。[51]
- 哈羅德·康平（Harold Camping），92歲，美國牧師，曾在1994年與2011年做出落空的末日預言。[52][53]
- 孫懷祥，88歲，原江西省吉安船廠副書記（享受副地級醫療待遇），離休干部。病逝。 [54]
- 郝永和，83歲，山西省水利廳原廳長、黨組書記。病逝。[55]
- 木村起子，91歲，日本料理亭「新喜楽」代表董事. 年老逝世.[56]

### 16日
- 叶笃正，98岁，中国科学院原副院长、国家最高科学技术奖获得者，中国现代气象学的奠基人之一。病逝北京。[57]
- 鄭黎亞，95歲，中國共產黨黨員、原中共廣州市委副秘書長、廣州市顧委會委員、市直機關臨時黨委第一副書記。真實版“翠平”。病逝。 [58]
- 吳昊，66歲，香港歷史掌故專欄作家、電台節目主持、影評人，前香港浸會大學傳理學院電視電影系系主任，前無線電視編劇，因食道癌病逝於醫院。[59]
- 小口繪理子（小口 絵理子），39歲，前日本放送電台播音員。死於癌症。 [60]
- 王国俊，78岁，中国数学家、教育家、陕西师范大学原校长[61]
- 史震，86歲，浙江省建設投資集團離休干部。病逝。 [62]
- 馬佔榮，92歲,山西省太原市質量技術監督局離休干部。病逝。 [63]
- 王榮晨，88歲,安徽省水利建筑總公司離休干部。病逝。 [64]

### 17日
- 陳清河，53歲，台灣知名武術教練，創立長拳洪拳推廣學會。[65]
- 珍妮特·羅利（Janet Rowley），88歲，美國癌症研究學者，確認染色體易位是白血病及其他癌症成因之一 。因卵巢癌病逝家中。[66]
- 文思慧，60歲，香港知識份子、綠色運動先驅。病逝醫院。[67]
- 橿渕哲郎（日語：かしぶち 哲郎），63歲，日本搖滾樂隊Moonriders成員。死於食道癌。 [68]
- 康永和，98歲，原國家勞動總局局長、黨組書記康永和同志（部長級待遇）。病逝。 [69]
- 張亞雄,101歲，原第二炮兵學院顧問、第二炮兵武漢干休所正軍職離休干部。病逝。 [70]
- 崔榮漢,92歲，遼寧省人大常委會原副主任。病逝。 [71]
- 劉恕賢,91歲,中國共產黨黨員、西藏自治區人民政府駐成都辦事處原黨組副書記、副主任（正廳級）。病逝。 [72]

### 18日
- 朗尼·毕格斯（Ronnie Biggs），84歲，英國罪犯，曾犯下1963年英國火車大劫案。壽終。[73]
- 楊劍騰(Ambrose) ，39歲，香港管弦樂團（港樂）人事經理。病逝。[74]
- 齊承悅，91歲，正軍職離休干部、總參原測繪局政委。病逝。[75]

### 19日
- 大東隆行，72歲，日本企業家，連鎖餐飲店餃子的王將（餃子の王将）社長。在京都的總公司門前遭槍擊身亡。[76][77][78]
- 滕近輝，92歲，基督教宣道會牧師，著名華人教會牧者、'驅動差傳事工'的先鋒；亦是書法家、音樂家及神學教育家[79]。於上午2:22在香港的將軍澳醫院安詳地息勞歸主。[80]。
- 金谷秀夫，68歲，前日本摩托車賽車手。[81]
- 劉立平,91歲，原四川日報社副社長劉立平同志（中央批准享受副省長級醫療待遇）。病逝。 [82]
- 胡仲權,82歲,原江西省經濟委員會副主任（副廳級離休干部）。病逝。 [83]
- 劉曾坤,90歲,天津市人大常委會原副主任。病逝。 [84]

### 20日
- 烏科爾·塔朗帕（Ukol Talumpa），菲律賓南三寶顏省（Zamboanga del Sur）拉邦根市（Labangan）市長，與其妻和另兩人在馬尼拉國際機場遭槍擊身亡。[85]
- 上野忠義，70歲，日本北九州市渔业协同组合会长，在家中附近遭槍擊身亡。[86]
- 李仲賢，87歲，香港著名醫生，有「家庭醫生之父」美譽。進食時疑骾喉引致氣促陷入昏迷病逝。[87]
- 普尤特·博洛特尼科夫（Пётр Григо́рьевич Боло́тников），83歲，1960年夏季奧林匹克運動會田徑比賽男子10000米金牌、前男子10000米世界紀錄保持者。[88]
- 大浦正文，44歲，前日本排球運動員，曾代表日本參加1992年夏季奧林匹克運動會。死於胃癌。[89][90]
- 胡奇彥，95歲，重慶醫科大學附屬兒童醫院離休干部。病逝。 [91]
- 徐常友，92歲，中共黨員，援藏干部，原西藏那曲地區地委委員徐常友同志（后因病返回安徽療養）。病逝。 [92]
- 華樂庭（John Walden），88歲，香港政府官員，民政署署長（1976年－1980年）、立法局官守議員（1977年－1980年）。[93]

### 21日
- 約翰·艾森豪(John Eisenhower)，91歲，前美國陸軍准將、歷史學家，曾任美國駐比利時大使（荷兰语：Amerikaanse ambassade (Brussel)）(1969年–1971年)，美國五星上將、第34任總統德懷特·艾森豪的次子[94]。
- 艾哈邁德·阿斯瑪·阿卜杜勒-馬吉德（أحمد عصمت عبد المجيد），89歲，前埃及外交部長和前阿拉伯國家聯盟秘書長。[95]
- 彼得·積奇（Peter Thomas Geach），97歲，英國哲學家，入選英國國家學術院。[96]
- 張振興，86歲，浙江省嘉興市國鴻汽車運輸有限公司離休干部。病逝。 [97]
- 田振鐸，89歲，原輕工業部南寧設計院院長、享受副部長級醫療待遇的副廳級離休干部。病逝。 [98]

### 22日
- 李華 (山東)，91歲，中國共產黨黨員、重慶市農委離休干部。病逝。 [99]

### 23日
- 米哈伊爾·季莫費耶維奇·卡拉什尼科夫（Михаил Тимофеевич Калашников），94歲，蘇聯軍人、工程師、槍械設計師，以設計AK-47等系列突擊步槍而聞名遐邇，被譽為「世界槍王」，曾獲頒「社會主義人民英雄」的榮譽。在家中病逝。[100][101][102]
- 約瑟夫·拉蒂夫（Yusef Abdul Lateef），93歲，美國爵士樂手，其專輯「Yusef Lateef's Little Symphony」曾獲得葛萊美獎最佳新世紀音樂獎。[103]
- 羅伯特·威爾森（Robert W. Wilson），87歲，美國對沖基金創辦人、慈善家。從紐約中央公園旁大樓跳樓身亡。[104]
- 李家斌，90歲，中國共產黨黨員、安徽省淮南市衛生局離休干部。病逝。 [105]

### 24日
- 伊恩·巴伯（Ian Graeme Barbour），90歲，美國學者、1999年鄧普頓獎得主，死於中風。[106]
- 艾倫·麥可翁（Allan McKeown），67歲，英國電視節目製作人（節目Tracey Takes On...曾獲得艾美獎），死於胰腺癌。[107]
- 華特·歐伊（Walter Oi），84歲，美國經濟學家。[108]
- 黄笃珉，84歲，政協江西省委員會原工作組辦公室副主任（副廳級）。病逝。 [109]
- 徐濱，93歲，中國共產黨黨員、安徽省淮南市第一人民醫院離休干部。病逝。 [110]
- 練正華，73歲，中國音樂家，病逝 [111]

### 25日
- 梁伯琪，95岁，已故中华人民共和国國務院总理、中国共产党中央总书记赵紫阳的夫人，曾任中共中央组织部副部级干部等职务。在北京醫院辭世。[112]
- 陈诗圣，77岁，马来西亚居銮中华中学前校长，在前往女儿家途中车祸丧命。[113]
- 關劍輝，49歲，香港警務處觀塘警區副指揮官，警階高級警司. 在衞理苑政府高級公務員宿舍中猝逝。[114]
- 唐富遠，89歲，中國共產黨黨員、安徽省淮南市人防辦離休干部。病逝。 [115]
- 沙風，原名呂濟人，95歲，原中國人民解放軍裝甲兵副司令員。病逝。[116]

### 26日
- 崔福生，82歲，台灣演員，曾獲得金馬獎最佳男主角獎和男配角獎.[117]
- 保羅·布萊爾（英語：Paul L. D. Blair），69歲，美國棒球員。[118]
- 瑪莎·艾格絲（英語：Marta Eggerth），101歲，匈牙利出生的美國歌手、演員。[119]
- 李長文，93歲，新疆维吾尔族自治區發展和改革委員會離休干部、原自治區計劃委員會副主任、原自治區物價局局長李長文同志（老八路、正廳級）。病逝。 [69]
- 王海雲，86歲，正軍職離休干部、總參紀委原專職副書記。病逝。[120]
- 彭及成，81歲，贵州省黔西南州委原常委、州紀委原書記，正地級退休干部。病逝。[121]
- 徐政旦，92岁，中国会计学家、审计学家、教育家，上海财经大学教授。[122]

### 27日
- 姚奠中，101歲，山西省政协原副主席、九三学社山西省委原主委、山西省书法家协会名誉主席、山西大学教授，5点50分在山西大学亦曲园家中逝世。 [123]
- 穆罕默德·沙塔赫（محمد بهاء شطح），62歲，黎巴嫩官員，遭汽車炸彈攻擊身亡。[124]

### 28日
- 伊亞·卓斯巴拉（Илья́ Влади́мирович Цымбала́рь），44歲，烏克蘭出生的俄羅斯足球員、1995年俄羅斯足球先生，死於心臟病。[125]
- 哈洛德·西蒙斯（Harold Simmons），82歲，美國著名富豪， 由權威財經雜誌《福布斯》編列的美國4百位富豪的排行榜中位列第40位。病逝。[126]
- 赫頓·阿普（Halton Arp），86歲，美國天文學家。[127]
- 陈西，64歲，江苏省南通市房产局原局长。自杀身亡。[128]
- 柏振興，85歲，吉林省政府原副秘書長。病逝。 [129]
- 梅養正，86歲，第八屆、九屆全國政協常務委員，第七屆全國人大代表，河南省政協原副主席，中國國民黨革命委員會河南省委會原主任委員。病逝。 [130]
- 徐逸凌，85歲，原湖北省林業廳廳長（享受副省級醫療待遇）、離休干部。病逝。 [131]
- 曾昭慈,85歲，中國共產黨黨員、原安徽省水利廳副總工程師（副廳級）。病逝。 [132]

### 29日
- 夏志清，92歲，中國文學評論家，中央研究院院士。[133][134]
- 沃伊切赫·基拉爾，81歲，波蘭古典音樂和電影配樂作曲家，死於癌症。[135]
- 比西克·庫杜克霍夫（Бесик Серoдинович Кудухов），27歲，俄羅斯角力選手、於奧運會上獲得一銀一銅、世界角力錦標賽四屆冠軍，死於交通事故。[136]
- 康尼爾·迪爾金（Connie Dierking），77歲，前美國籃球員。[137]
- 王伯敏，90歲，中国美术史学泰斗、当代文人画大师。[138]
- 陳春年，77歲，原天津市市政工程局副局長。病逝。 [139]
- 劉乃欣，91歲，原浙江省嘉興地區計委黨組副書記、副主任、離休干部（享受地專級待遇）。病逝。[140]

### 30日
- 何貽謀，90歲，台灣電視公司的元老級人物，擔任節目部主任、副總經理等職。肺炎感染併發症辭世。[141]
- 大瀧詠一，本名大瀧榮一，65歲，日本知名歌手及音樂制作人，已解散搖滾樂隊“Happy End”成員.[142]
- 荷西·馬利亞·馬古雷吉（José María Maguregui），79歲，前西班牙足球員及足球教練。[143][144]
- 埃罗·门蒂兰塔（Eero Antero Mäntyranta），76歲，芬蘭越野滑雪運動員，在冬季奧運會上共獲得三金兩銀兩銅。[145]
- 蘇清波，92歲，台灣政治人物，1955年當選第3屆台北縣議員，並自1958年起連任第4、5屆議長，1964年起當選及連任第5、6屆台北縣長[146]。
- 豐蔵一，86歲，前日本職業棒球中央聯盟會長，前日本建設省事務次官. 死於肺炎.[147]

### 31日
- 詹姆士·艾維利（James Avery），68歲，美國男演員，死於手術後併發症。[148][149]
- 孫曰信，87歲，原安徽省安慶石化總廠經濟開發公司副董事長。病逝。 [150]
- 李雲飛，92歲，八路軍老戰士、安徽省環境監測中心站享受廳局級待遇的離休干部。病逝。 [151]
- 錢景夏，85歲，中國共產黨黨員，江蘇省人大常委會原法制委員會副主任、離休干部。病逝。 [152]